# 劇場版すとぷり はじまりの物語〜Strawberry School Festival!!!〜
『劇場版すとぷり はじまりの物語〜Strawberry School Festival!!!〜』（げきじょうばんすとぷり はじまりのものがたりストロベリースクールフェスティバル）は、2024年7月19日に公開の日本の長編アニメーション映画。エンタメユニット・すとぷりのメンバー6人が主演で、グループの「はじまりの物語」が描かれる。略称は「劇場版すとぷり」。

## 沿革
2024年3月24日、エンタメユニット・すとぷりのメンバー6人の主演による、「はじまりの物語」を描いた劇場アニメが同年夏に公開予定と発表。すとぷりにとって、初のアニメ映画化作品である。
2024年4月21日、同年7月19日に全国300館以上の映画館で上映されることを発表。本作を鑑賞するにあたってのマナームービーが全編録りおろしボイスで制作され、4月26日より全国の200館くらいの劇場で公開された。6月2日、メインビジュアルと本予告映像を公開。6月9日、追加キャストが解禁される。
7月12日、映画の原作となる小説と漫画の上巻が発売される。7月19日に公開。小説は7月21日時点で重版が決定している。

## あらすじ
莉犬、るぅと、ころん、さとみ、ジェル、ななもり。は私立苺ヶ丘学園に通う生徒である。生徒会に所属する主人公・莉犬は、生徒会副会長から苺ヶ丘学園が老朽化により取り壊しとなるため、今年が最後の文化祭になることを知らされる。文化祭実行委員として文化祭を成功させてみせると副会長に宣言した莉犬であったが、文化祭実行委員のななもり。、ころん、ジェル、さとみ、るぅとはクセ者であった。るぅとがアルバイトをしている喫茶店「2346」で会議をすることになるが、いいアイディアが浮かばず、海へ行くことになる。海で文化祭のメインイベントでライブをするというアイデアが浮かび、ライブステージを成功させるために莉犬が奔走するが、嵐が発生し、ステージのある体育館は土砂崩れで崩れてしまう。さらに文化祭が中止となってしまったが、生徒たちが片づけをする中で校舎前に野外ステージを設置し、ライブを行う。学園の取り壊しが中止となり、6人はすとぷりを結成した。

## キャスト
- すとぷり（莉犬、るぅと、ころん、さとみ、ジェル、ななもり。）[30]
- 種崎敦美[30]
- 三森すずこ[30]
- 岡本信彦[30]
- 遠野ひかる[30]
- 飛田展男[30]
- 二又一成[30]
- 戸松遥[30]
- 山根雅史[30]
- 日野まり[30]

## スタッフ
- 製作総指揮 - ななもり。[30]
- 原作 - 柏原真人[31]
- 企画プロデュース - ななもり。[31]
- 監督 - 松浦直紀[31]
- 構成・脚本 - 涼村千夏[30]
- キャラクターデザイン - 中村ユミ[31]
- 色彩設計 - 小野寺笑子[30]
- 美術監督 - 米田隆裕[31]
- 3DCG制作 - サンジゲン[30]
- 撮影監督 - 土本優貴[30]
- 撮影 - ライデンフィルム[30]
- 音響監督 - 田中亮[30]
- 音響効果 - 徳永義明[30]、冨田奈津実[30]
- 音楽 - STPR Records[31]
- アニメーション制作 - ライデンフィルム[3]
- 製作 - 劇場版すとぷり製作委員会[31]
- 配給 - ブシロードムーブ[31]
- 監修 - STPR Studio[31]

## 制作

### 企画
ななもり。がすとぷりを結成した際にメンバー同士でやりたいことを挙げていく中で、「いつかアニメができたらいい」と話をしていた。しかし当時はミュージックビデオの制作でさえ、どのイラストレーターへ依頼すればよいのかわからない状態であったため、アニメ化は「夢のまた夢」だと考えていた。その後CDのリリースやライブツアーなどやりたいことを実現し、活動をしていくうちに複数の会社からアニメ化の提案があった。しかし「すとぷりは生身の人間」であり原作が存在しないため、それを物語にするためにどうすればよいか会社と話をしたこともあったが、タイミングが合わずにいた。ななもり。がブシロードの社長の木谷高明と食事をしていた際に、すとぷりのアニメ化の話になった。木谷とはすとぷりが『ヴァンガード』のアニメのオープニングを担当した時からの関係であった。劇場で可能かとななもり。が話をしたところ、木谷と古いつき合いがあるライデンフィルムの社長の里見哲朗を紹介され、アニメ映画の制作が決定した。里見は当初、『おそ松さん』の実写映画のような「メンバーが出演する映画」だと考えていたが、話を聞くうちに「すとぷりそのものの映画」だと理解し、「なんて野心的な企画だとわくわくした」という。ななもり。は電通のプロデューサーの嵯峨隼人にも「すとぷりの映画がやりたい」と話をした。嵯峨は漫画原作や完全オリジナルではない、「すとぷり」を映画にすることについて「斬新な試み」で「面白そう」だと考えたという。その後ななもり。と木谷と嵯峨の3人でライデンフィルムの会社に足を運び、ライデンフィルムのプロデューサーの横田幸介に話をしている。横田も嵯峨同様で「ワクワク」したといい、松浦にオファーを出している。すとぷりは「ユーザーと非常に近いIP」だと考えた木谷は「小回りが効く方がいい」と考えたため配給をブシロードムーブにし、STPRとブシロードと電通と一部をローソンで出資を行っている。

### プリプロダクション

#### 監督
監督の松浦直紀はライデンフィルムに大学の同級生がおり、その人物に連絡をした時期が本作の監督を探していたタイミングであったことから、ライデンフィルムからオファーを受けて参加することとなった。松浦は当初、すとぷりが起用された明治製菓のCMを見てすとぷりをCM用のキャラクターだと思っていたが、その後YouTubeなどを観たり調べたりしたという。2023年にすとぷりと「ヴァイスシュヴァルツブラウ」がコラボレートした時のCMの監督や絵コンテも松浦であったが、2022年には本作の企画が始動していたため、映画の流れでCMを担当していた。CMのキャラクターの設定は、劇場版のものが使用されていた。

#### 脚本
プロットはななもり。が構想していた。リスナーが主人公の話、とあるインターネット配信者が主人公の話など、当初は複数の案が存在しており、「物語の軸が決まるまでが大変」で時間がかかった。物語にする際、あまりにもフィクションで普段のすとぷりと異なるとガッカリされたくない、リスナーに喜んでもらいたいとななもり。は考えていたため、「どういう原作を作ればいい」のかが最初の課題となり、悩んでいた。木谷に相談したところ、脚本家と相談したりアニメのプロデューサーも加わったりした方が「見えてくるものがいろいろある」とアドバイスを貰った。松浦に監督のオファーがあった時点でななもり。による「最初の企画書」が提示され、そこからすぐに松浦が過去に『ライアー×ライアー』で関わった脚本家の涼村千夏に「シナリオライターとして開発から参加してほしい」と声をかけ、涼村が参加した。リスナーを主人公にした案もあったが、検討した結果、本作のストーリーとなった。シナリオは2023年1月から2月ごろに完成した。
2024年6月2日に公開された予告編は、TATUMIの北山貴之が担当。「映画の予告篇は、作品の映像が初めて世に出て人々の目に触れるというとても重要な瞬間を担って」いると考える北山は、「予告篇という短い時間でこの作品とすとぷりの、可愛らしさ、心地良さ、癒し」が伝わるよう制作している。

### キャラクター
「「別の世界線では、6人がこういう出会い方をして一緒に過ごすようになったのかもしれない」という想像が膨らむ物語」であるからこそ、キャラクター性やセリフではメンバーを反映させている。ななもり。によるとこの作業は大変であったが、メンバーからリクエストを受けながら言い回しやセリフを調整していった。たとえば予告映像にもあるころんが「花火をぶんぶん振り回しているシーン」はころんらしい部分が描かれたシーンであるが、ころんの「わんぱくで思うがままに感情表現をする」部分を見せられるような場面として、莉犬は「感情や想いを届けるのが得意」であるが不器用であるため、「そういう部分が表れるシーンも入れたい」というななもり。の思いから「感情を震わせるようなシーン」で描かれている。アニメーションの動きは事前にななもり。が制作スタッフにメンバー全員の特徴を細かく伝え、実際のすとぷりのライブの映像を見た上で制作されているため、「ライブでのすとぷり6人の動き」が反映されており、実際の特徴などが捉えられている。作中の「それぞれが自由なことを言ってなかなか話が進まない」場面や誰かが先に帰る場面など、実際のすとぷりと重なるやりとりも描かれている。メンバーならこう発言する、「もっと可愛い感じ」など細部まで調整を行ったため、「メンバーの個性をアニメのキャラクター性として脚本に落とし込んでいく作業」に時間がかけられている。しかしななもり。によると「生身の自分たちに近しいとはいえ、普段のように喋ってもアニメ感が出ない」ため、「もおー」というセリフを「うー」と言うなど、ニュアンスを変更して録られている。

### 作画・美術
同じく『ライアー×ライアー』に参加していた中村ユミは、明治製菓のCMにも参加し、本作でもキャラクターデザインを担当。中村がデザインの制作を開始したのは、映画本編が完成する2年弱くらい前であった。すとぷりの魅力のひとつは「多くのイラストレーター様がそれぞれの絵柄でメンバーを描いている」と考えていた中村は、調査した中から己の好みも踏まえた上で、「アニメーションで表現したいキャラクター像を模索」し、デザインを行っている。キービジュアルのメインのレイアウトは、ななもり。の「校舎の前でみんなで演奏するところを表現したい」と監督の松浦の「光が差し込んでいる絵」という要望を入れて中村が切り、米田が描いている。
美術監督の米田隆裕はテレビアニメのシリーズの美術監督は長年経験してきたが、劇場作品は初であり、プレッシャーがあったものの、テレビシリーズと異なり本作では2年くらい関わっているため、「他では経験できない体験」であったという。世界観のミーティングを行った際、松浦が本作では「ジョイは喜び、フルは満たされる」という定義の「「ジョイフル」という言葉を大きく打ち出したい」とコンセプトを話していた。中高生がメインのリスナーであるため、「この世界の町中の駅前などを、現実の渋谷や池袋の雰囲気」に近づけて「ヨーロッパのゴシック建築を混ぜ合わせた」街並みとなっている。そのため莉犬が駅を出る場面でも、寄宿舎のような学校に合わせた形で、実際の駅とは少し変えられている。「現代の日本の風景にプラスアルファしてほしい」という松浦のオーダーがあり、喫茶店はゴシックではなく「カントリー風のログハウスをイメージ」して描かれている。この喫茶店は『耳をすませば』の地球屋と日本の伝統的な喫茶店を混ぜた雰囲気となっている。小道具は松浦の要望もあり、「あちこちにいちごのモチーフ」が散りばめられている。たとえば「学校の校舎の上のシンボル」、「廊下のプレート」、「学校の前のガードレールのフレーム」にモチーフが隠れており、本編映像には登場しないが校舎の形もいちごになっている。
ななもり。によると、「飲み物を飲むシーンや食べ物のシーン」もこだわりを持って制作されている。
ライブのパートはサンジゲンが制作している。サンジゲンの代表取締役の松浦裕暁の周囲ではすとぷりのファンが多かったため、「聞いていた魅力を反映させたい」との思いを抱いていた。松浦によると制作スタッフたちは「楽しんで作った」ため、「その楽しさが伝わると良い」と話している。

### 演技・キャスティング
すとぷりのメンバーは、それぞれ本人役で主演を務めている。元々声優志望であった莉犬とさとみ以外のメンバーは、ほとんど演技の経験がなかった。ななもり。によるとストーリーにもこだわったが、録音の仕方も細部までこだわりを持って制作されており、アフレコは「今の6人でできるベストを尽くそう」とメンバーと話し、納得がいくまで何度も録り直しが行われている。
莉犬は劇場版が決定した際、「ビックリしすぎて正直信じられなかった」といい、「元々アニメが好きで、声優を目指していたこともあった」ため、「とても嬉しくて夢のよう」な心境であった。特に思い出に残っている場面として「最後の想いを語るシーン」を挙げ、「かなり長台詞だったので緊張」したが「上手く気持ちを伝えられたんじゃないか」と話している。るぅとは「自分を演じるのも不思議な感覚」だといい、劇場版が決定した際はすとぷりの結成当初から冗談半分で映画の話をしていたため、「昔からの夢だったアニメ映画をついに届けられることが、本当に本当に嬉しい」という心境であった。
ころんは本作が声優初挑戦の作品であった。「映画化の話が来たときはさすがにびっくりした」と話している。初日舞台挨拶では「素を出せるセリフが多かったので、大変なことは全然なくて、本当に楽しく」と述べていたが、収録では30テイクかかった場面もあったという。ころんによると「自分が役を演じているというより」も「普段から発している言葉」が作中のセリフとして登場している。同じセリフで何度も撮り直しを行ったが、経験がなかったため「何がなんだかわからない」状態であった。途中でころんがキレるまで終わらないドッキリだと考え、どこがいけないのかと言ったところ、変な空気になり、ドッキリではないと気づいた。収録に時間がかかったが、「いいものを届けるために試行錯誤した結果」であり、経験になったところんは話している。さとみは1発でOKが出ているが、「ある種、不安」になった際には現役の声優に感想を求めたという。さとみは声優としての仕事で「役として誰かの人生に声を当てることはあっても、この映画は自分たちが主役となる映画」であるため、劇場版が決定した際にはより驚いたと話している。
ジェルは劇場版が決定した際、映画化は簡単なことではなく「とてつもない時間と労力と沢山の方々の強力が必要」であり、自身も創作活動をしているため「その大変さや難しさをこの機会に学びたい」と考え、本作に挑戦。「最後のライブからいろんな映像に移り変わっていく」場面を一番好きなシーンに挙げ、「心配するシーン」はこだわりを持って挑んでいる。監督からOKが出ても、自身が納得するまで何度も録り直した場面もあったと話している。ななもり。は「普通にしているつもりなのに少しの息使いとか間で変化」したため、声優の凄さを改めて実感している。
キャストとして参加した三森すずことは、莉犬が出演した『Re:STARS 〜未来へ繋ぐ2つのきらぼし〜』で共演した時からの関係であった。三森は本作について、すとぷりの「魅力がいっぱい詰まってる」と述べている。さとみと友人でゲーム仲間である岡本信彦が、キャストとして出演している。岡本は本作を「劇場の大画面で巻き起こる仲良し青春ドラマ」で「みんなが笑顔になれるストーリー」だと捉えている。

## 楽曲

### 主題歌
「雨天決行」
すとぷりによるオープニングテーマ。作詞はるぅととTOKU、作曲はるぅとと松、編曲は松。映画のために制作された楽曲。主題歌について、るぅとは「映画館で大音量で流れる」ため「サビ前に普通の曲にはないような空間」をあけるなど、映画のために構成から考えて制作している。主題歌制作の話がきた時は「どんな曲にするべきかとても悩んだ」が、「映画のオープニング主題歌は、どれだけワクワクできるかがすごく重要」と考えていたるぅとは、最後は「畳みかけるようなコーラス」で「曲全体をオーケストラサウンド」にしている。主題歌のサウンドには、オーケストラが実際に演奏した音源が使用されている。るぅとは「映画の主題歌を担当する」ことが夢のひとつであったため、気合いを入れて曲作りを行っている。
「誓いの花束を〜With You〜」
すとぷりによるエンディングテーマ。作詞・作曲・編曲はHoneyWorks。「めげずに夢を叶える強さが歌われて」おり、映画のために書きおろされた楽曲である。映画では楽曲と映像が融合している。

### 劇中歌
「虹のはじまり」
すとぷりによる劇中歌（挿入歌）。作詞・作曲・編曲はHoneyWorks。「失敗を恐れて一歩が踏み出せない少年が、勇気を振り絞って一歩を踏み出すことで、失敗を恐れない強気な気持ちを持って成長していく」 様子が「ポジティブなメロディー」で表現されている曲。
「生まれたその時から」
すとぷりによる挿入歌。作詞はるぅととTOKU、作曲はるぅとと松、編曲は松。映画のために制作された楽曲。興行収入が5億円を突破した際には、それを記念して2024年8月18日に楽曲の映像が公開された。映像ではすとぷりのメンバーが「海辺で楽しく歌う」様子が描かれている。

## 封切り
2024年7月19日から21日の国内映画ランキング（全国週末興行成績・興行通信社調べ）では3位となった。また、観客動員数が159,000人を超え、興行収入が1億7,800万円超えを記録し、2024年7月23日時点で公開初週3日間の観客動員数が2024年の夏邦画アニメ映画で1位となった。公開から10日間で興行収入が3億円、観客動員数は28万人を突破。
7月19日から8月4日の間、公開から17日で興行収入が4億円を超え、観客動員数が36万人を超えた。7月26日からの第2弾、8月2日からの第3弾となる入場者プレゼントでは、各4種で「特別描きおろしサイン入りミニ色紙」を配布。第2弾は莉犬、るぅと、ころん、メンバー全員で、第3弾はさとみ、ジェル、ななもり。、メンバー全員が描かれている。8月9日からの第4弾となる入場者プレゼントでは、全6種で「エンディングに登場する黒板アート」を使用した「黒板アートクリアファイル」を配布。
7月19日から8月14日の間、公開から27日で興行収入が5億円を超え、観客動員数が44万人を超えた。8月16日からの第5弾となる入場者プレゼントでは、全6種で「すとぷりメンバーがバンドを組んで演奏をしている」姿が描かれた「黒板アートクリアファイル」を配布。8月23日からの第6弾となる入場者プレゼントでは、キャラクターデザインの中村ユミの描きおろしによる莉犬、るぅと、ころん、メンバー全員の4種の「特別描きおろしビジュアルボード」を、8月30日からの第7弾では同じく中村の描きおろしによるさとみ、ジェル、ななもり。、メンバー全員の4種の「特別描きおろしビジュアルボード」が配布された。9月6日からの第8弾となる入場者プレゼントでは、全6種ですとぷりの「メンバーが「喫茶2346」で会議をしているシーン」が描かれた「場面写ビジュアルカード」を配布。
7月19日から9月7日の間、公開から51日で興行収入が6億円を突破し、観客動員数が52万人を突破。9月13日から第9弾となる入場者プレゼントの「場面写ビジュアルカード」が配布された。ビジュアルカードは全6種で「すとぷりメンバーが海の家で働いているシーン」が描かれている。9月20日からの第10弾となる入場者プレゼントでは、全6種ですとぷりの「メンバーがバンドを組んで演奏しているシーン」が描かれた「場面写ビジュアルカード」を、9⽉27⽇からの第11弾となる入場者プレゼントでは、全6種で「すとぷりメンバーがライブ衣装を身に纏ったシーン」が描かれた「場面写ビジュアルカード」を、10⽉4⽇からの第12弾となる入場者プレゼントでは、全6種で「ライブ直後にアンコールを受けているすとぷりメンバー」が描かれた「場面写ビジュアルカード」を、10⽉11⽇からの第13弾となる入場者プレゼントでは、全3種ですとぷり「メンバーがマイクを手に取り歌唱しているシーン」が描かれた「場面写ビジュアルカード」を、10⽉18⽇からの第14弾となる入場者プレゼントでは、全3種で「ライブステージで楽しそうに歌唱しているすとぷりメンバー」が描かれた「場面写ビジュアルカード」を配布。
10月20日には興行収入7億円突破を発表。10⽉25⽇からの第15弾となる入場者プレゼントでは、全3種で「苺ヶ丘学園を背景にすとぷりメンバーが集まっている」姿が描かれた「場面写ビジュアルカード」が配布された。

## 評価
『CanCam』編集長の加藤真美は、「友情の尊さ、青春の輝き、そしてメンバー一人一人のカラフルな魅力が毎秒毎秒伝わって」くると述べている。『ちゃお』編集長の萩原綾乃は本作について、「ファンが見たいだろうなという姿がぎゅっと詰まっている」といい、「各キャラクターが活躍するシーンや、それぞれのキャラらしいシーンもあり、6人の関係性や6人ならではの楽しさがすべて詰まって画面からこちらに溢れ出る幸福感や愛しさ」が描かれていると述べている。
Kis-My-Ft2の宮田俊哉は本作について「6人のわちゃわちゃに癒され、ボケとツッコミのワードとテンポに笑い、様々な展開で一人一人の個性が爆発し、仲間の素晴らしさに気づかされる」といい、本作を通してすとぷりのことが好きになるような「魅力の詰まった作品」と述べている。
エンタメ社会学者の中山淳雄によると、にじさんじのANYCOLORやホロライブのCOVERでも劇場版でのアニメ化は行われておらず、「VTuber業界としては先駆けた試み」である。本作は「シンプルなストーリー」で「STPRをよく知らないファンにとっては、特に面白みのないアニメ映画に映るかもしれない」ような「客を選ぶ」内容であるが、「映画を通じてすとぷりの中での6人のキャラも立ち位置も分かるし、それぞれがどれだけ互いを大事に思っているかが伝わってくる」といい、「いつも6人の配信を見ているかのような、部室のような“居場所”的な雰囲気のストーリーが、プレミアムな劇場でラグジュアリーな座席から見られる」映画と中山は述べている。中山によると、テレビアニメや劇場版アニメは金を出せば制作できるようなものではなく、2、3年先まで過密なスケジュールの制作会社から「1つのラインを1年以上確保して、1本の作品をアニメ化する」ため、簡単なことではないが、本作は配給のブシロードムーブの貢献により実現しているという。「広がらない作品」は映画館のスクリーン数を絞られていく中で、「初3日間で1.8億円、10日で3億円突破、半月で4億円突破」した本作は「かなり健闘して」おり、「劇場に足を運びやすい10〜20代の若い女性ファンがベースになっていることもあるが、それ以上に「すとぷりの持つ動員力」が顕著に表れた成功例といえる」と評している。

## 配信
2024年12月11日にAmazon Prime Videoで先行購入配信が行われる。同年12月25日より、見放題独占配信が開始されると発表されている。

## コラボレート・イベント

### イベント
2024年6月14日から7月5日まで、放送部や生徒会を中心としたクラブ、委員会ネットワーク「YTJP」の参加校を対象とした全国の600校以上の高等学校にて、昼休みや下校時間に本作をPRする校内放送が流れた。すとぷりが歌うオープニング主題歌「雨天決行」とエンディング主題歌「誓いの花束を〜With You〜」、メンバーによる映画の魅力を伝えるメッセージが放送された。
同年7月15日から21日まで、キャラクターデザインの中村ユミによる描きおろしデザインが描かれた劇場版仕様のトラックが東京都の渋谷、原宿、池袋、神奈川県の横浜、大阪、愛知県の名古屋の全国6カ所を走行。映画の公開を記念して、7月19日から8月15日まで原宿の竹下通りとコラボレート。通りのBGMに劇場版のエンディング主題歌である「誓いの花束を〜With You〜」が使用され、すとぷりのフラッグと横断幕が展開される。

### 舞台挨拶など
公開初日の7月19日には、15時ごろ上映の回にて全国の劇場で公開記念舞台挨拶を生中継で開催。各映画館では出演者の登壇が行われなかったが、舞台挨拶はすとぷりのメンバーである莉犬、るぅと、ころん、さとみ、ジェル、ななもり。と監督の松浦直紀により行われた。8月3日の15時ごろから上映開始の回にて、「大ヒット御礼すとぷりメンバースペシャルトーク」として莉犬とるぅとによる上映後トークイベントが劇場で生中継された。8月4日の15時ごろから上映の回では、全国同日応援上映を行っている。8月10日の15時ごろから上映開始の回にて、「第2回 全国生中継 大ヒット御礼メンバースペシャルトーク」を開催し、ころんとななもりが登場。X（旧Twitter）で「#劇場版すとぷり」を投稿するとリアルタイムでリスナーからの質問に答えるという内容であったため、生中継が行われている最中にはXでの日本のトレンド1位を獲得した。8月11日の15時ごろから上映の回では、第2回となる全国同日応援上映を行っている。8月18日の15時ごろから上映開始の回にて、「第3回 全国生中継 大ヒット御礼メンバースペシャルトーク」を開催し、さとみとジェルが登場。
10月19日と20日には東京都のTOKYO DOME CITY HALLにて、ファンクラブ限定の特別応援上映会と「【すとふぁみ会員限定！】劇場版すとぷり 特別応援上映会！〜莉犬＆るぅと スペシャルミニライブ！〜」を開催。ミニライブでは莉犬とるぅとによる劇場版のオープニング主題歌「雨天決行」、「生まれたその時から」、「虹のはじまり」、エンディング主題歌の「誓いの花束を〜With You〜」の歌唱が行われた。

### コラボレート
2024年7月1日から9月1日までスイーツパラダイスとコラボレートし、劇場版の公開を記念して「すとぷり海の家」を江ノ島の片瀬海岸に出店。海の家はすとぷりでは初の展開である。同じく劇場版の公開を記念して7月1日から8月31日までDAMとコラボレートし、全国約1700店で「劇場版すとぷり×LIVE DAM AiR コラボキャンペーン」を展開。コラボドリンクの販売や歌唱キャンペーンを開催。
同年7月12日から9月17日まで、劇場版の公開を記念してラウンドワンとコラボレートし、ドリンクやコラボパックなどを展開。7月12日から9月17日まで、劇場版の公開を記念してフリューのプリントシール機「MY PALETTE」とコラボレート。すとぷりとフリューのプリントシール機のコラボレートは初である。撮影フレームとシールふちセット、すとぷりのメンバーによる音声ガイドが行われ、劇場版の主題歌がBGMとして使用されている。
7月17日より、ローソンストア100とコラボレートを実施。すとぷりによる店内放送や、すとぷりのメンバーカラーやメンバーをイメージした商品の販売などが行われた。7月19日から8月18日まで、Yahoo! JAPANでは劇場版の公開を記念して、特設ページとスタンプラリーやクイズが展開されるスペシャルコンテンツを公開。同じく7月19日から、劇場版の公開を記念して全国のモーリーファンタジーにて、ノベルティーやプライズの景品などのキャンペーンを行っている。7月25日から8月31日までキーボードアプリのSimejiとコラボレートし、占いやきせかえを展開。
8月10日から劇場版の公開を記念してドン・キホーテのドンペンとコラボレート。コラボ商品の発売のほか、全国のドン・キホーテの店内ではすとぷりバージョンの「MIRACLE SHOPPING〜ドン・キホーテのテーマ〜」が店内放送で流されている。

## 関連書籍
- 柏原真人（原作）・ななもり。（企画プロデュース）・千原裕子（アイデアフラッド）（著）・涼村千夏（『劇場版すとぷり』脚本）（原案協力・監修）・すとぷり（莉犬/るぅと/ころん/さとみ/ジェル/ななもり。）/STPR Studio（監修）[97]『小説 すとぷり はじまりの物語〜Strawberry School Festival!!!〜』STPR Books、2024年7月12日初版発行、ISBN 978-4-911129-02-9
原作小説[11]。
- 柏原真人（原作）・江坂純（著）・STPR Studio（監修）・涼村千夏（『劇場版すとぷり』脚本）（原案協力・監修）[98]『小学館ジュニア文庫版 小説 すとぷり はじまりの物語〜Strawberry School Festival!!!〜』小学館〈小学館ジュニア文庫〉、2024年7月24日初版発行、ISBN 978-4-09-231489-4
映画のノベライズ[13]。
- 柏原真人（原作）・ななもり。（企画プロデュース）・藤房英（サイドランチ）（作画）・涼村千夏（『劇場版すとぷり』脚本）（原案協力）・すとぷり（莉犬/るぅと/ころん/さとみ/ジェル/ななもり。）/STPR Studio（監修）[99]『漫画版すとぷり はじまりの物語〜Strawberry School Festival!!!〜』STPR Books、全2巻
  1. 上巻 2024年7月12日初版発行、ISBN 978-4-911129-03-6
  2. 下巻 2024年10月23日初版発行、ISBN 978-4-911129-04-3

原作本となる漫画[11]。入場者プレゼント第1弾として、漫画の第1話から第3話まで収録された『劇場版すとぷり はじまりの本』が「ヴァイスシュヴァルツブラウ 劇場版すとぷり PRカード」とセットで配布[80]。『劇場版すとぷり はじまりの本』では劇場版のポスタービジュアルがダブル表紙で描かれている[80]。